# 孫怡 (明朝)
孫怡（？—？），字德容，南直隸徽州府祁門縣十一都益村人，明朝政治人物。

## 生平
孫怡在成化十三年（1477年）以《春秋》中應天鄉試第一百十五名舉人，二十年（1484年）成進士，獲授刑部主事，陞官郎中。他為官清謹，在淮安理刑時謝絕請託，人們以「一官清徹骨，三尺法無私。」形容他；因父母逝世歸鄉，行李蕭然，有盜賊經過他家門，說：「此孫郎中家也，勿入。」

## 引用
1. 1 2  同治《祁門縣志·卷二十五·人物志》：孫怡，字德容，居益村，成化甲辰進士，刑部主事陞郎中，持身清謹，嘗理刑淮安，屏絕請託，時人為之語曰：「一官清徹骨，三尺法無私。」丁艱歸，囊橐蕭然，有盜過其門，曰：「此孫郎中家也，勿入。」 見府縣舊志
2. ↑  同治《祁門縣志·卷二十二·選舉志》：成化十三年丁酉（舉人）……孫怡 習《春秋》，居十一都益村，中成化甲辰科進士